# 16563 Об
16563 Об (16563 Ob) — астероїд головного поясу, відкритий 30 січня 1992 року.
Тіссеранів параметр щодо Юпітера — 3,171.